# Ремедијација (животна средина)
Ремедијација у животној средини је скуп мера за санацију постојећег загађења у циљу снижавања концентрације загађујућих материја до нивоа, који не представља опасност по животну средину.
Интензивна урбанизација, развој индустрије, саобраћај и пољопривредне делатности доводе до прекомерног загађивања животне средине, укључујући и земљиште. Оптерећење површинских слојева земљишта великим количинама отпадних материја које се не могу разградити процесима самопречишћавања, доводи до деградације земљишта и поремећаја нормалних процеса у њему, са негативним последицама по екосистем. 
Циљ ремедијационог процеса је да се спречи ширење загађења због продирања у подземну воду и улажења опасних материја у ланац исхране. Која варијанта чишћења ће се применити зависи од врсте загађења, природе терена и др.

## Активност ремедијације
Активности на ремедијацији се изводе кроз следеће фазе:
- Истраживања у циљу идентификације врсте и обима загађења,
- Израда модела дисперзије загађујуће материје у природној средини,
- Лабораторијски пилот тестови ремедијације,
- Теренски пилот тестови ремедијације,

- Извођење ремедијације уз контролна узорковања и мерења.

Пре избора технологије ремедијације потребно је сачинити план активности који садржи:
- Процену загађености објекта (карактеризација објекта) и идентификацију технологија ремедијације;
- Детаљну студију изводљивости и идентификацију алтернатива за активности;
- Примену изабраних технологија уз праћење постигнутих резултата (мониторинг).[2]

## Методе ремедијације
Две основне методе ремедијације су:
1. In situ метода врши се на самој локацији загађења;
2. Ex situ метода подразумева ископавање и транспорт на претходно припремљену локацију.

## Технологије ремедијације
У технологије ремедијације спадају: биолошка, хемијска, физичка и термичка ремедијација.
Критеријуми при избору технологије су тип, врста и количина загађујуће материје. 

### Биолошка ремедијација
У биолошку ремедијацију тла се убрајају сви поступци у којима се ремедијација обавља уз помоћ микроорганизама који одстрањују загађујућу материју. Ове поступке представљају биоремедијација, биовентилација и фиторемедијација.

#### Биоремедијација тла
Биоремедијација је скуп поступака за ремедијацију уз примену микроорганизама (бактерије, гљивице, квасци) у којима се биолошка деградација одвија у њиховим станицама, кроз ресорпцију неке загађујуће материје, где се уз помоћ одговарајућих ензима разграђују у метаболите.
Биоремедијација се може употребити за разградњу изливене сирове нафте и канализације, угљених производа (феноли, цијаниди), хемикалија у пољопривреди (пестициди), разградњу угљених производа (феноли, цијаниди), лож уља итд.

#### Биовентилација тла
Биовентилација је облик биоремедијације у којем се користе ваздух, кисеоник и/или метан. Овим поступком се убризгава ваздух у зону контаминираног тла таквом брзином, да се његовим струјањем појача испаравање органских загађујућих материја и истовремено остваре оптимални услови за аеробну микробну разградњу испарљивих органских једињења. Техника биовентилације се користи за санацију тла контаминираног нафтним дериватима (бензин, керозин, дизел и лож-уља)

#### Фиторемедијација
Фиторемедијација је тзв. зелена технологија санације контаминираног тла, коришћењем биљака које имају способност уклањања и разградње релативно великог броја загађујућих материја, посебно метала. Наиме, биљке имају способност да акумулирају из тла оне метале који су суштински важни за њихов раст и развој ( гвожђе, манган, цинк, бакар, никл), а неке могу да акумулирају и тешке метале ( кадмијум, хром, олово, кобалт, сребро, селен, жива). С обзиром на њихову токсичност, претерана акумулација у биљкама може имати негативан утицај на животну средину.

### Хемијска ремедијација
Електрохемијска ремедијација (електроремедијација) је процес којим се издвајају тешки метали, радионуклиди или органске загађујуће материје из тла, муљева и седимената деловањем слабе једносмерне струје или напона кроз мрежу катода и анода у контаминираном тлу, а у сврху покретања напонског градијента. Пропуштањем једносмерне струје кроз хетерогени медијум као што је контаминирано тло , настаје низ процеса као што је електромиграција, електролиза воде, електрофореза тј. кретање колоидних честица и дифузија.
Да би се применом електроремедијације метали уклонили из тла неопходно је да се налазе у јонском облику с обзиром да је електромиграција у највећој мери одговорна за њихову екстракцију. За време електромиграције позитивно наелектрисане честице (катјони) као што су метали и јони неке органске материје, крећу се према катоди, а негативно наелектрисане честице (анјони) попут хлоридних, флуоридних, цијанидних или нитратних јона или јона неких органских материја крећу се према аноди.
Ефикасност електроремедијације зависи од физичко-хемијских својства метала, тренутне влажности, животне средине контаминираног тла, као и од концентрације метала у тлу.
Ремедијација контаминираног тла in situ третирањем различитим растворима назива се поплављивање тла. При овоме се контаминирано тло поплављује водом или воденим растворима киселина, база ,детерџената и сл. што зависи од топљивости загађујућих материја у тлу. 	
Раствори се примјењују на површини или се уносе у тло површинским поплављивањем, инјектирањем у вертикалне или хоризонталне бушотине, базенским или каналским инфилтрацијским системом.
Технологија поплављивања може се применити на тла контаминираним (Cr, As,Pb,Cd),као и испарљивим и полуиспарљивим органским загађујућим материјама.
За разлику од поплављивања тла које се изводи in situ, испирање тла је ex situ поступак ремедијације контаминираног тла који се базира на испирању загађујућих материја са честица тла воденим растворима различитих адитива, или се спроводи у сврху одвајања чистог од загађеног тла. Концепт испирања тла базира се на чињеници да су загађујуће материје склоне везивању за финозрне честице тла(муљеви и глине), па је стога главни циљ испирања тла одвајање те загађујуће фине фракције од чисте крупнозрне фракције тла (песак и шљунак). Уколико се ради о загађујућим материјама које се могу испирати водом без додатака хемикалија, тада имамо једноставан физички процес одвајања финог и грубог материјала.
Поступак испирања тла није погодан за глиновита и муљевита тла јер због јаке повезаности метала са честицама тла, поступак испирања треба вишекратно понављати што повећава трошкове. 
Солидификација/стабилизација тла је технологија санације тла која се базира на имобилизацији загађујућих материја из тла помоћу реакција између додатних реагенаса и загађујуће материје у тлу. Ова технологија представља комбинацију физичких (солидификација) и хемијских (стабилизација) процеса и користи се како би се смањио негативан утицај загађујућих материја на животну средину. Ови процеси се базирају на сорпцији, таложењу и/или уградњи загађујуће материје у кристалну структуру реагенса.
Поступци ремедијације солидификације/стабилизације се могу изводити in situ и ex situ методом, за које данас постоји низ развијених техника:
- Обрада контаминираног тла у ротирајућим мешалицама или реакторима (бубњевима);
- Коришћењем опреме за in situ мешање контаминираног тла и инјектованог реагенса;
- Ex situ стабилизација мешањем тла са реагенсима у за то намењеним погонима.

Природно чишћење је техника ремедијације in situ методом, која се обавља природним процесима на дуже време у којем долази до слабљења или смањења загађености назива. У споменуте природне процесе убрајају се: биолошка разградња,радиоактивни распад, испаравање, дисперзија, процеђивање у подземне воде, бочно отицање у површинске воде, вегетацију са површине тла итд.
У односу на друге поступке ремедијације, предност овог поступка је што нема опасности за раднике, јер нису у контакту са загађеним тлом, док је основна мана потреба за дуготрајним мониторингом смањења загађења и што продукти разградње загађујуће материје могу бити токсични и њихова миграција може угрозити друге рецепторе у екосистему.

### Физичка ремедијација
Поступци физичке ремедијације тла су: капсулирање (прекривање), ископавање и мешање тла. Ови поступци ремедијације не мењају значајно хемијске и биолошке карактеристике земљишта.
Капсулирање (прекривање) контаминираног земљишта је један од најчешћих облика ремедијације на мањим локацијама. Овим поступком се контаминирано тло прекрива вишеслојним покривом, како би се заштитило од ерозије водом и ветром и тиме спречио утицај контаминираног тла на биљни и животињски свет. Прекривање контаминираног тла се може изводити једним слојем плодног тла или комбинацијом више слојева тла од геосинтетичких материјала различите пропустљивости.
Конструисање система за покривање тла зависи од његове будуће намене. Овакви системи се обично састоје од слојева који представљају баријеру и дренажних слојева, а за завршно покривање се користи тло. Ова технологија се у пракси најчешће користи за затварање одлагалишта комуналног отпада.
Ископ тла као ремедијацијска техника примењује се углавном у случајевима значајно загађених земљишта, као што су загађења радионуклидима или токсичним тешким металима високих концентрација. Наиме, у таквим случајевима захтева се ископ таквог тла и његова санација, затим враћање на првобитну локацију или пак трајно збрињавање одлагањем на одговарајуће(законом прописано)одлагалиште.
За ископ тла користи се различита грађевинска механизација (багери,утоваривачи,булдозери исл.), а тло се ставља у контејнере или на непропусне фолије ради спречавања отицања процедних вода у подземље, заштите радника и околног        
Мешањем тла постиже се смањење концентрације загађујућих материја разблаживањем до концентрације која је у дозвољеним границама. Ово је могуће постићи довозом неконтаминираног тла и мешањем са контаминираним тлом in situ методом или се мешање спроводи применом агротехничких захвата (орања, тањирања, дрљања, фрезирања)при чему долази до мешања површинског контаминираног тла са дубљим слојевима мање контаминираног или неконтаминираног тла. 
Ремедијација тла мешањем је врло ефикасна за тла загађена испарљивим и поуиспарљивим материјама као и остацима експлозивних материја.
Ефикасност мешања тла зависи од климатских фактора околине.
Потпуна санација - ремедијација јесте процес предузимања целовитог чишћења загађења које је извршио човек, својим несанитарним поступком рада (одлагање чврстог или течног отпада или комбиновано), на одређеној локацији. 
Овај начин ремедијације углавном се предузима за  "дивље" депоније - сметлишта у руралним срединама, где се помешан отпад несанитарно одбацује на пољопривредне површине.
Након потпуне санације - ремедијације девастирана површина се враћа у аутохтону (самониклу) форму која је егзистирала пре настанка загађења. Овај поступак ремедијације подразумева, целовито ископавање загађеног тла, његов одвоз на локацију која врши санитарно депоновање, као и замена ископане масе инертним материјалом  (песак, шљунак, земља, хумус, ...). Пре попуњавања ископаног загађења инертним материјалом, врши се узимање узорака очишћене површине уз анализу код овлашћене лабораторије. 
Уколико је земљиште и даље загађено наставља се са поступком ископавања до целовитог чишћења загађења.
Такође, потпуна санација - ремедијација предузима се за несанитарна сметлишта која се налазе у непосредном градском језгру, где би поступак капсулирања трајно "чувао" загађење у непосредној близини становника, који тамо живе. 
Приликом вршења потпуне санације - ремедијације сметлишта великих запремина, пожељно је да се примени инжењерски поступак ремедијације третманом маса, на лицу места, уз раздвајање незагађеног, инертног материјала, од остатка отпада, уситњавање великих и слепљених маса отпада специјализованим млиновима (шредерима) све у циљу смањења транспортних трошкова. 

### Термичка ремедијација
Технологија термичке ремедијације тла може се изводити in situ и ex situ методама, у за то посебно конструисаним и инсталираним постројењима, а заснива се на подвргавању контаминираног тла условима високих температура(>1000°C) при чему долази до испаравања испарљивих загађујућих материја из тла на нижим температурама (340 - 480°C), али се загађујуће материје трансформишу у мање штетне облике на вишим температурама.
Ова технологија није прихватљива за ремедијацију контаминираног тла намењеног пољопривреди јер се обрадом тла на високим температурама уништава сав биљни и животињски свет и оно престаје бити погодно за своју првотну намену. У случају да се ради о ремедијацији тла унутар индустријских постројења или тла намењеног у индустријске сврхе, термичка ремедијација тла се може узети у разматрање као могућа технологија. Посебно је важно напоменути да су термички обрађена тла доказано применљива у грађевинству као материјал за прекривање одложеног отпада на одлагалиштима.	
У поступке термичке ремедијације спадају: спаљивање тла, витрификација и соларна-фотохемијска разградња тла.
Технологија термичке ремедијације контаминираног тла спаљивањем заснива се на обради тла у условима високе температуре од 870°C до 1190°C, при чему долази до разградње загађујућих материја све до воде, угљен-диоксида и азотових оксида. Правилно спроведено спаљивање тла је врло ефикасна метода ремедијације без појаве мириса и дима, а количина обрађеног тла се смањује на минимум (пепео) што је значајна предност, уколико се жели трајно збринути на одлагалишту отпада.	
Спаљивање контаминираног тла се обично обавља у ротацијским пећима за производњу цементног клинкера, иако је било покушаја спаљивања тла и у спалионицама отпада при чему се јављају нежељене посљедице у виду загађења атмосфере различитим продуктима сагоревања.
Технологија ремедијације контаминираног тла његовом обрадом у условима температуре од 1390°C до 2000°C или више при чему долази до топљења тла и настајања аморфне масе попут стакла, назива се витрификација (лат. "vitrum" – стакло; "facere"-учинити као). Настала витрифицирана маса има велику чврстоћу и отпорна је на излуживање у њој "заробљених" загађујућих материја, којима је на тај начин онемогућено отапање, миграција у подземне воде или било какав други могући утицај на животну средину. Својства настале стакласте масе(механичке карактеристике и топљивост),зависе од типа процеса витрификације/постакљивања као и од начина хлађења настале масе која се може проводити на начин да се отопљена маса нагло хлади водом тзв. гашење.
Витрификација се обично спроводи на један од три начина и то:
1. Електрични поступак - in situ методом је процес који се изводи доводом електричне енергије на графитне електроде утиснуте у контаминирано тло;
2. Термални процес у пећи – ex situ методом је процес који се изводи у посебним реакторима које су обично ротацијске пећи са унутрашње стране обложене ватросталним материјалом;
3. Плазма процес – обично in situ методом је процес који се изводи увођењем плазмених пламеника у контаминирано тло, а температура плазме је екстремно висока (до 7000°C), на којој долази до топљења тла и у њему загађујућих материја.

Соларна-фотохемијска разградња тла је технологија ремедијације која користи сунчеву енергију, тј. поједини делови сунчевог спектра разграђују органске материје фотохемијском реакцијом. У сврху повећања ефикасности овог процеса, сунчева енергија се обично концентрише и на тај начин омогућава постизање високих температура потребних за разградњу. Зато се користе различити системи огледала за апсорпцију енергије којом се постижу температуре и од 2000°C.
На овај начин се може постићи ефикасност ремедијације тла загађеног полиароматичним угљоводоницима, моноароматичним угљоводоницима попут бензена, толуена, етилбензена и ксилена итд.